# 'Ali al-Qushji
ʿAlāʾ al-Dīn ʿAli ibn Muhammed, noto anche in Turco come Ali Qushji (Turco ottomano/Persiano علی قوشچی, dalla parola turca kuşçu, che significa "falconiere", o in modo più esteso, alla araba, علاء الدين علي بن محمد القَوْشَجي السمرقندي, ʿAlāʾ al-Dīn ʿAlī ibn Muḥammad al-Qawshajī al-Samarcandī; Samarcanda, 1403 – Istanbul, 16 dicembre 1474), è stato un astronomo, matematico e fisico turco o persiano.
ʿAlāʾ al-Dīn ʿAli ibn Muhammed è stato un importante scienziato centro-asiatico (attuale Uzbekistan), che si trasferì nell'Impero ottomano qualche tempo prima del 1472.
Come discepolo di Ulugh Beg, è noto per lo sviluppo degli studi di fisica astronomica, indipendente dalla filosofia naturale, e per aver provato in modo empirico la rotazione terrestre nel suo trattato A proposito della supposta dipendenza dell'astronomia dalla filosofia.

Oltre ai suoi contributi al famoso lavoro di Ulugh Beg dello Zij-i Sultani e ad aver fondato la Sahn-ı Seman Medrese - uno dei primi centri per lo studio delle varie scienze tradizionali islamiche nella capitale sultanale ottomana - Ali Qushji fu anche l'autore di numerosi studi scientifici e di trattati di astronomia.

## Biografia

### Gioventù e opere
Ali Qushji deve il suo nome Qushji - in turco kuşçu, "falconiere" - al fatto che suo padre Muhammad era falconiere reale di Ulugh Beg. Molte fonti lo considerano turco ma altre lo indicano come persiano.

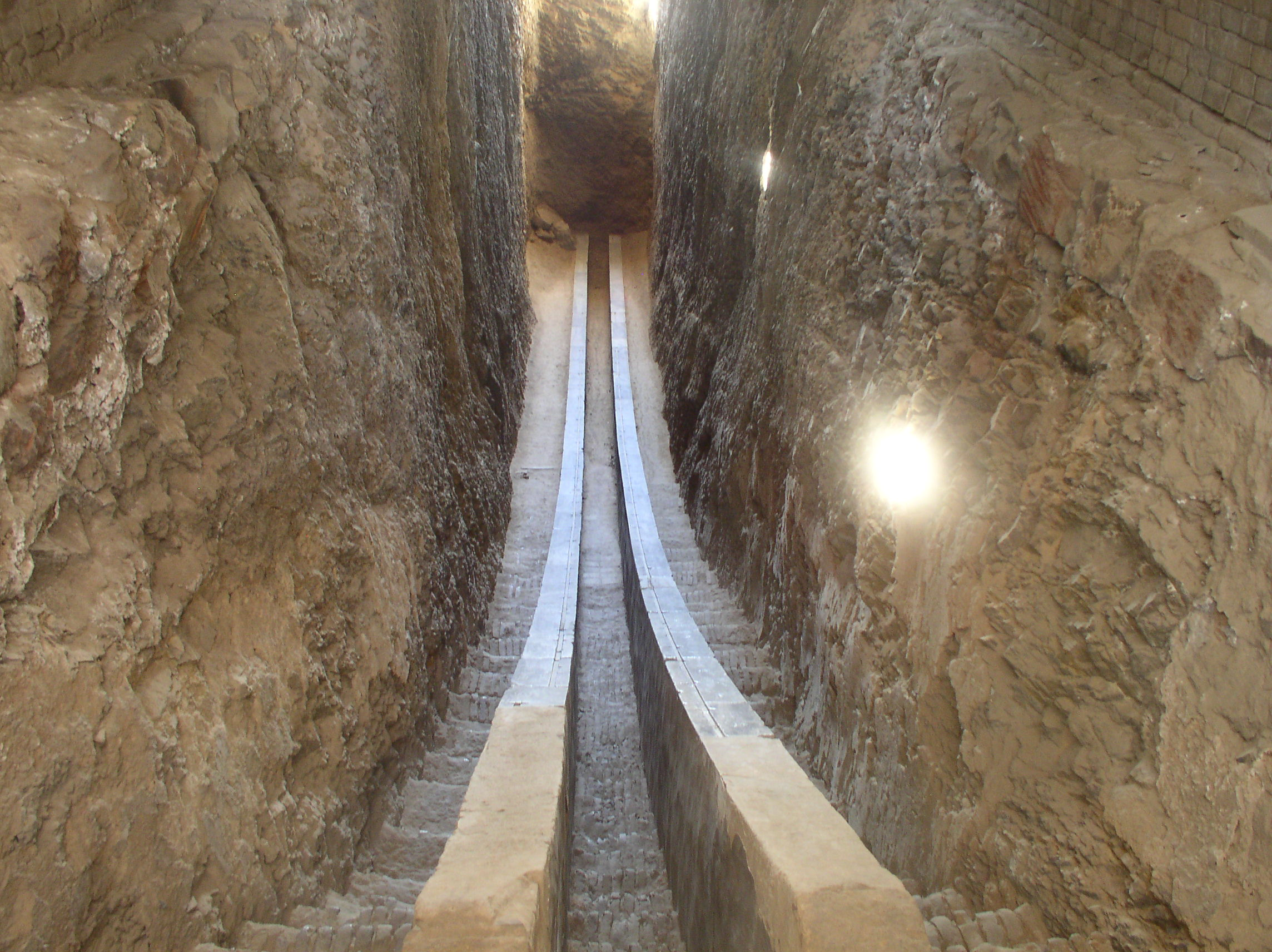
Osservatorio di Ulugh Beg

Frequentò le lezioni di Qāḍī-zāde-i Rūmī, rettore della madrasa di Samarcanda, e di Ghiyāth al-Dīn Jamshīd Kāshānī.

Si trasferì a Kerman (Persia), dove condusse alcune ricerche sulle tempeste nel Golfo di Oman. Portò a compimento il Hall-e Eshkal-i Ghammar (Spiegazioni sui periodi lunari) e lo Sharh-e Tajrid. Si spostò quindi a Herat e insegnò Astronomia nella Molla Cami (1423), prima di rientrare a Samarcanda, dove presentò i suoi lavori sulla Luna a Ulugh Beg, che li trovò talmente stimolanti da indurlo a leggere seduta stante quei suoi contributi scientifici.

Ulugh Beg lo nominò direttore dell'Osservatorio di Samarcanda che porterà il suo nome e che, all'epoca, era chiamato semplicemente Osservatorio di Samarcanda, succedendo così al suo antico Maestro Qāḍī-zāde-i Rūmī.
Qushji vi lavorò fino all'assassinio di Ulugh Beg. Dopo la morte di Ulugh Beg, Ali Qushji tornò a Herat (Grande Khorasan), spostandosi poi a Tashkent, per dirigersi infine a Tabriz (Azerbaigian iraniano), dove, verso il 1470, il signore degli Ak Koyunlu, Uzun Hasan, lo spedì come suo delegato presso il Sultano ottomano Mehmed II, detto "il Conquistatore" (Fatih). A quel tempo, Husayn Bayqara era giunto al potere a Herat e Qushji preferì rimanere a Istanbul per l'atteggiamento positivo che il Sultano ottomano esprimeva a scienziati e intellettuali. Mehmed II lo nominò quindi professore di scienze della madrasa Ayasofya, finendo con l'influenzare positivamente lo sviluppo delle scienze nell'Impero ottomano.

### Soggiorno a Istanbul
Quando giunse a Istanbul, recò con sé suo nipote Mīrim Çelebi, che sarebbe diventato un grande matematico e astronomo, nonché autore di un Commentario allo Zīj-i Solṭānī, in onore di Ulug Beg, dal titolo Dastūr al-ʿamal wa taṣḥīḥ al-jadwal.

Ali Qushji scrisse nel 1470 in lingua persiana la resāle dar hayʾat (Epistola sui corpi  [celesti]) in onore di Mehmed II. Redasse anche lo Sharḥ-e resālye Fathiye (Commento sulla Lettera [dedicata a Mehmed II Fatih]), e la Risāla Muḥammadiyya, entrambe in lingua araba, di argomento matematico. Completò poi lo Sharḥ-e tejrīd, un commento del Tajrīd al-kalām di Naṣīr al-Dīn al-Ṭūsī. Quest'opera è chiamata Sharḥ-e jadīd ("Nuovo commento").

## Contributi di astronomia
Qushji perfezionò il modello planetario di Nasir al-Din al-Tusi e presentò un modello planetario alternativo per Mercurio. Oltre al suo contributo allo Zij-e sulṭānī, Ali Qushji scrisse altri nove lavori astronomici, due dei quali in persiano e sette in arabo. Una traduzione in Latino dei due lavori di Qushji, il Trattato di Aritmetica (Risāla dar ʿilm al-ḥisāb) e il Trattato di Astronomia (Risāla dar ʿilm al-hayʾa), furono pubblicati da John Greaves nel 1650.

### A proposito della supposta dipendenza dell'astronomia dalla filosofia

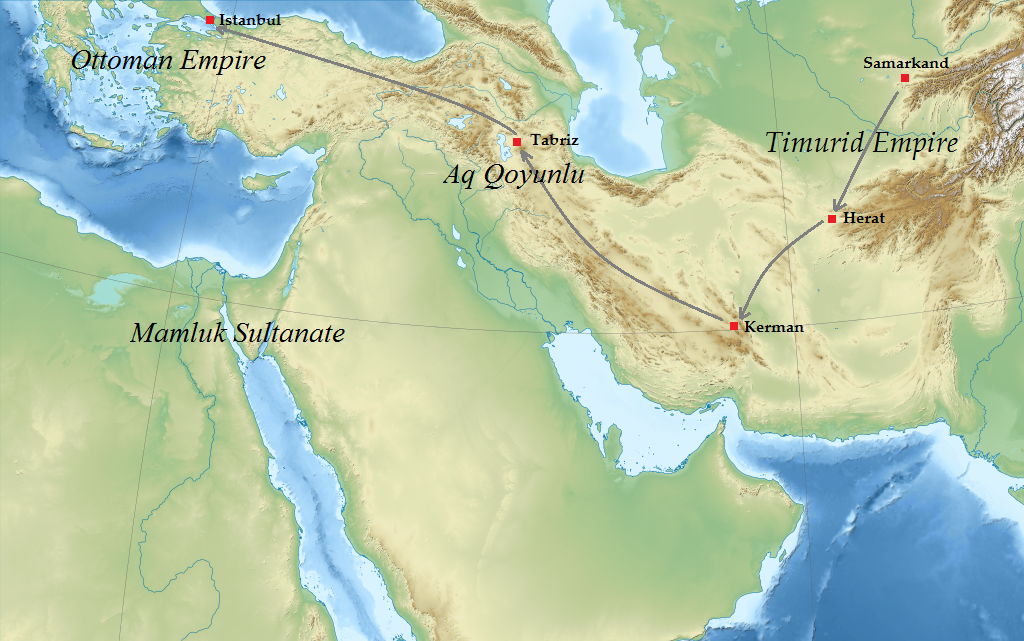
Mappa dei viaggi di Qushji nell'Impero ottomano.

Il più importante lavoro astronomico di Qushji è A proposito della supposta dipendenza dell'astronomia dalla filosofia. Sotto l'influenza della teologia islamica, che si opponeva all'interferenza dell'Aristotelismo in astronomia, Qushji rifiutò la fisica aristotelica e separò del tutto la fisica aristotelica dalla filosofia naturale e dall'astronomia islamica, trattando quest'ultima come una scienza matematica empirica. Ciò gli permise di esplorare tracciati alternativi alla nozione aristotelica della Terra immobile, tanto da fargli esplorare l'idea che fosse invece la Terra a muoversi (sebbene Savage-Smith affermi che nessun astronomo musulmano abbia proposto un universo eliocentrico.)
Riscontrò per evidenza empirica che la Terra ruotava, grazie alle sue osservazioni sulle comete, e concluse, sulla medesima base di osservazioni empiriche piuttosto che su quella della filosofia speculativa, che la teoria sulla mozione terrestre era altrettanto probabilmente vera, al pari della teoria della Terra immobile.
Il suo predecessore al-Ṭūsī si era già reso conto che "la monoformità dei corpi cadenti e l'uniformità delle mozioni celesti", avvenivano entrambe "in identico modo”, anche se ancora contava sulla Fisica aristotelica per fornire "certi principi che solo i filosofi naturali potevano dare agli astronomi".
Qushji giunse a questo convincimento in un secondo momento e asserì che "l'astronomo non aveva bisogno della Fisica aristotelica, potendo egli stesso stabilire i suoi principi fisici, indipendentemente dai filosofi naturali". Accanto al suo rifiuto del concetto di Aristotele sulla Terra immobile, Qushji suggerì che non vi fosse necessità per gli astronomi di seguire il concetto aristotelico sul movimento dei corpi celesti secondo un movimento uniforme circolare.
L'opera di Qushji costituì un importante passo in avanti rispetto alla Fisica di Aristotele, verso un'astrofisica indipendente. Viene considerato per questo protagonista di una "rivoluzione concettuale" che non aveva precedenti nell'astronomia del mondo cristiano europeo prima della Rivoluzione copernicana nel XVI secolo. Le idee di Qushji sul movimento della Terra furono simili a quelle più tardi concepite da Nicolò Copernico sull'argomento, anche se rimane incerta l'influenza del primo sul secondo. Tuttavia entrambi arrivarono a una medesima conclusione usando come base di ragionamento uno dei primi lavori di Nasir al-Din al-Tusi. Ciò costituisce più di un'ipotesi, considerando "la notevole coincidenza tra un passaggio del De revolutionibus (I.8) e quello di al-Ṭūsī nella sua Tadhkīra (II.1[6]), in cui Copernico fa propria l'obiezione di al-Ṭūsī alle "prove" di Tolomeo sull'immobilità della Terra".
Qushji fu sepolto nel cimitero della Moschea di Eyüp Sultan di Istanbul.

## Opere

### Astronomia[19][20]
- Sharḥ-e Zîj-e Ulugh Beg (In persiano)
- Resāle fī Ḥall-e Eshkāle Moadeleye Ghamar li-l-Masir (Faide fi Eshkâli Utared)
- Resāle fī asli l-Hâric Yumkin fī l-Sufliyyayn
- Sharḥ ʿalā al-Tuhfat al-Shâhiyya fi l-Hayʾa
- Resāle dar ʿelm-i He'yat (In persiano)
- al-Fatiḥiyya fī ʿilm al-Hayʾa (In arabo)
- Resāle fī Ḥall-e Eshkāl-i Ghammār (In persiano)
- A proposito della supposta dipendenza dell'astronomia dalla filosofia

### Matematica[21]
- Resāletu l-Muḥammediyye fī Ḥesāb (In Persian)
- Resāle dar ʿelm-e Ḥesāb: Suleymāniye

### Kalām e Fiqh
- Sharḥ-e Jadîd ʿale l-Tejrîd
- Hashiye ʿale l-Telvîh
- Unkud al-Zevahir fī Nazm al-Javaher

### Meccanica[22]
- Tazkare fî Âlâti l-Ruḥâniyye

### Linguistica[23]
- Sharḥ Risâleti l-Vadiyye
- El-Ifsâh
- El-Unkûdu al-Zevâhir fî Nazmi l-Javâher
- Sharh-e l-Shâfiye
- Resâle fî Beyâni Vadi l-Mufredât
- Fâ'ide li-Taḥkîki Lâmi al-Taʿrîf
- Resâle mâ Ene Kultu
- Resâle fî l-Ḥamd
- Resâle fî ʿIlmi l-Me'ânî
- Resâle fî Bahsi l-Mufred
- Resâle fî l-Fenni al-Sânî min Ilmih al-Beyân
- Tafsir-e Bakara ve Âli Imrân
- Resâle fî l-İstişâre
- Mahbūb al-Hamayl fî kashf al-mesâil
- Tajrîd al-Kalâm